# Chiesa di San Rocco (Capo di Ponte)
La chiesa di San Rocco di Capo di Ponte sorge nei pressi dell'omonimo ponte ferroviario sul fiume Oglio.
Risalente al XVII secolo, fu probabilmente eretta sopra i resti di un ospizio dedicato all'accoglienza degli appestati (dei quali San Rocco è il protettore).

## Storia[2]
La piccola chiesa campestre sorge nei pressi dell'antico guado sul fiume Oglio e del vecchio ponte ad arcata unica e dorso d'asino abbattuto nei primi anni '30. L'originaria natura del luogo è stata definitivamente sconvolta dalla costruzione del tracciato ferroviario nel 1909, mentre la sua importanza è ricordata nelle fonti a causa del pedaggio che qui si pagava per il valico del fiume.
L'edificio, come moltissimi altri in Valcamonica e in Italia, è dedicato a San Rocco, protettore dalle malattie e patrono dei pellegrini, invocato in particolar modo durante le terribili epidemie pestilenziali medievali.
Le antiche carte dell'archivio parrocchiale forniscono poche e frammentarie notizie circa l'erezione della chiesa. Sorta verosimilmente come ampliamento di una precedente edicola medievale, la costruzione dell'edificio fu terminata ai primi del ‘600 e fu decorata al suo interno da un pittore locale con un affresco raffigurante la Madonna, San Sebastiano e San Rocco, dipinto scoperto dietro la pala dell'attuale altare durante alcuni restauri nel 1942; altri due affreschi (fine XVI secolo) col medesimo soggetto si trovano sulle pareti laterali, mentre sulla volta è raffigurata l'Assunzione.
La chiesa, provvista di un piccolo campanile a vela, era meta di pellegrinaggi devozionali e vi si celebrava regolarmente messa nei giorni di San Sebastiano (20 gennaio), di San Giuseppe (19 marzo) e di San Rocco (16 agosto).
Dopo i danni subiti durante le due Guerre Mondiali (nel 1916 fu addirittura adibita a polveriera e alloggio per i soldati) e i numerosi furti patiti nella seconda metà del XX secolo, la chiesa è stata completamente restaurata prima nel 1985 e poi nel 2001.